# Quiriguá

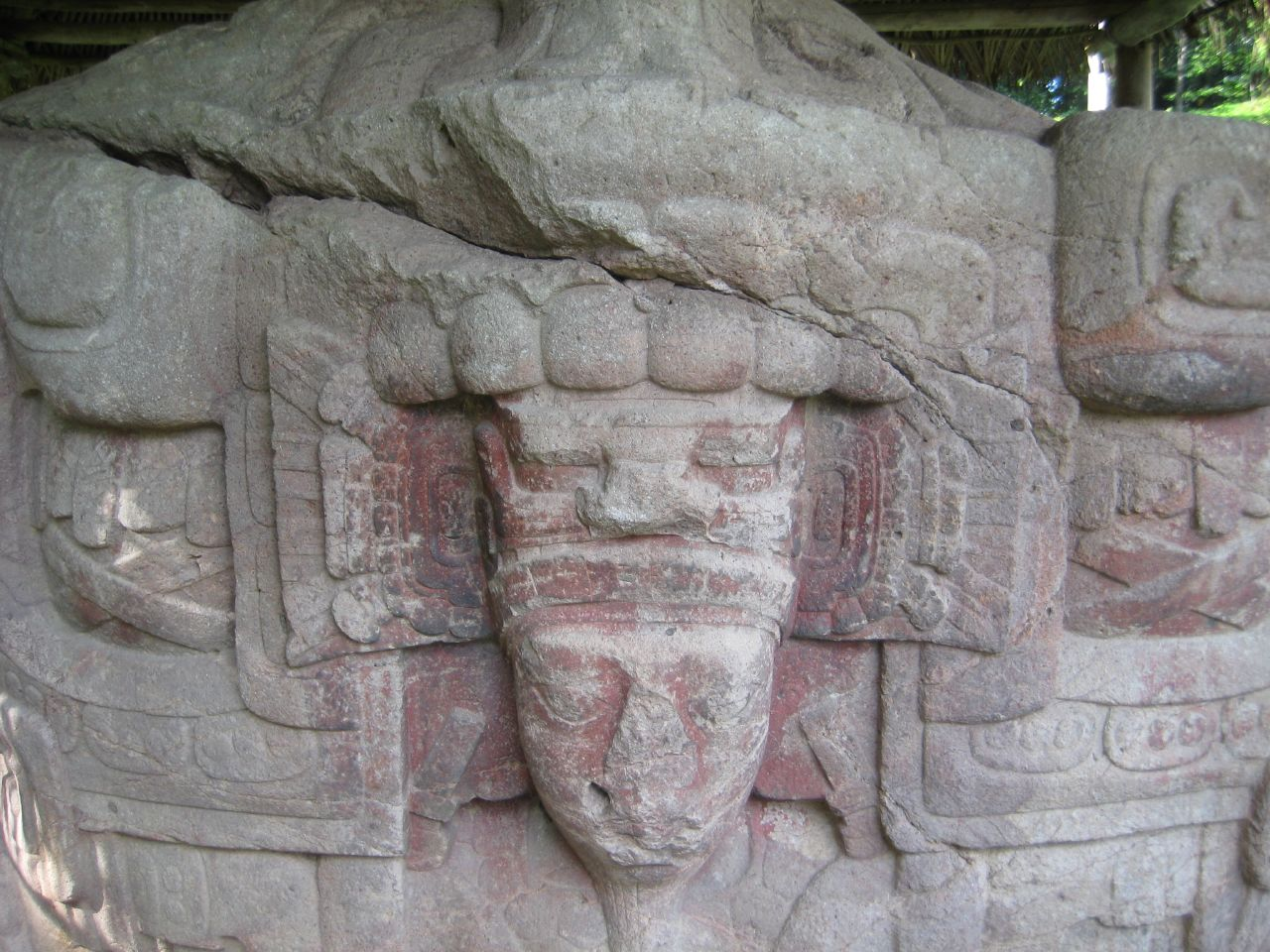
Ruiner i Quirigá

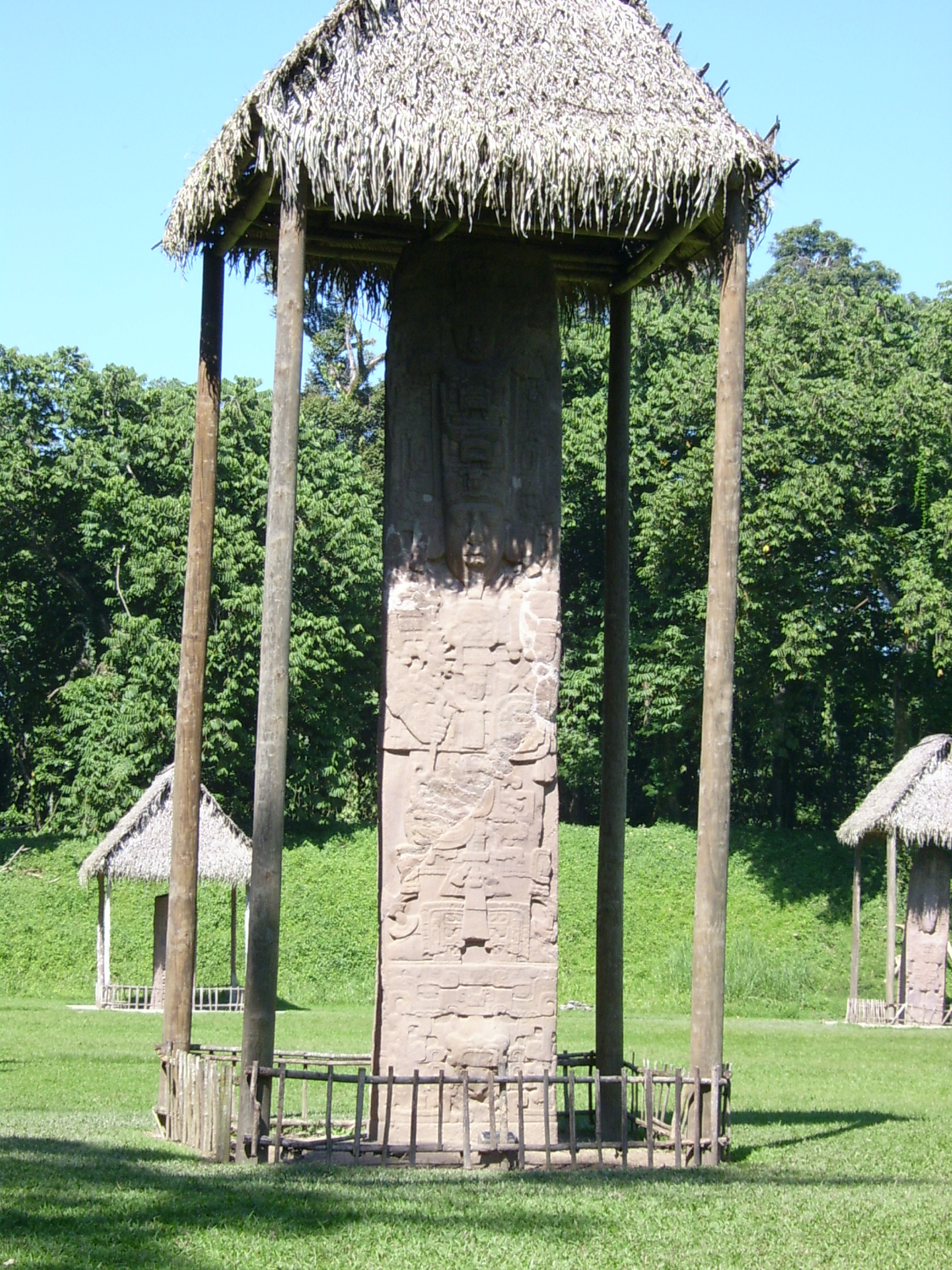
Stele E i Quiriguá.

Quiriguá är en forntida Mayastad i departementet Izabal, Guatemala. Platsen ligger vid Montaguafloden och har sitt ceremoniella centrum cirka 1 km från flodens strandkant. Staden var bebodd under den klassiska Mayaperioden, åtminstone redan år 200. Omkring år 550 lades grunden för stadens akropolis och på 700-talet och fram till omkring år 850 pågick en stor byggboom, då flera stora monumentala byggnader uppfördes. Quiriguás tillväxt på 700-talet var utan tvekan kopplad till militära segrar över Copán år 738. Fram till detta år var Quiriguá troligen en vasallstat under Copán, men efter segern blev situationen den omvända.
Mängden stora ceremoniella byggnadsverk är kanske något begränsad i förhållande till Quiriguas betydelse, men platsen är ändå imponerande, mycket tack vare skulpturrikedomen. Bland skulpturerna finns ovanligt stora stelae huggna direkt ur stora stenblock. Den största är 10 meter hög och väger omkring 65 ton. Därutöver har platsen ett antal block utsökt skulpterade i form av mytologiska djur, dessa skulpturer benämns djurbilder. Här finns också fler altare och skulpturer använda som dekorationer i husens fasader. Som helhet är konstnärligheten kanske inte riktigt så bra som de bästa funna i Palenque och Copán. De flesta av Quiriguámonumenten har en pampig formell monumentalitet som är ganska stel i jämförelse med den naturliga skönheten i konsten på de andra platserna. Det finns dock ett par få monument som uppvisar en exceptionell konstnärlighet. Den mest välgjorda av dessa är nog Stelae D från år 766 som har en extravagant helfigursversion av mayaskriftens glyfer på ena sidan och Zoomorph P, som upptäckaren Maudslay kallade The Great Turtle (den stora sköldpaddan), från 736, ett Mesoamerikansk mästerverk.

## Quiriguás moderna historia
Första besökaren som publicerade en beskrivning av Quiriguá var Frederick Catherwood år 1840. På grund av ogynnsamma förhållanden kunde han endast stanna en kort tid vid ruinerna, men gjorde teckningar på två av stelaena, vilka sedan publicerades med en kort redovisning om Catherwood's besök i John Lloyd Stephens bok Incidents of Travel in Central America, Chiapas, and Yucatan. En längre redovisning om ruinerna gjordes 1854 av Dr Karl Scherzer. Alfred Maudslay satte upp ett läger vid ruinerna 1881, 1882 och 1883, och gjorde genomgående undersökningar och dokumenterade fotografiskt alla synliga monument. De gjorde också mindre utgrävningar, pappersavskrivningar och gipsavgjutningar av alla glyfinskriptioner och de viktigaste skulpturerna; dessa avgjutningar skeppades sedan till British Museum. Maudslay återvände till Quiriguá 1894.
1910 köpte United Fruit Company Quiriguá och stora markområden däromkring för Bananproduktionen; de avsatte 120 000 m² i och omkring Quiriguá som ett arkeologiskt område. Från detta år och fram till 1914 gjorde Edgar Lee Hewitt arkeologiska undersökningar för School of American Research at Santa Fe. Kopior av Quiriguas stelaer som gjordes med hjälp av Hewitt's PLASTER CASTS ställdes 1915 ut på Panama-California Exposition i San Diego. Carnegie Institution genomförde flera återkommande projekt här från 1915 och fram till 1934.
1975 till 1980 genomfördes ett omfattande arkeologiskt projekt i Quiriguá sponsrat av University of Pennsylvania, National Geographic Society och Guatemalas regering.
Quirigua är idag ett världsarv under namnet "Arkeologiska parken och ruinerna i Quiriguá".